# Hanuszów
Hanuszów (niem. Hannsdorf) – wieś w Polsce położona w województwie opolskim, w powiecie nyskim, w gminie Nysa, ok. 6 km od samego miasta Nysa.
| SIMC    | Nazwa   | Rodzaj     |
| ------- | ------- | ---------- |
| 0500323 | Kaplica | przysiółek |

W latach 1975–1998 wieś administracyjnie należała do ówczesnego województwa opolskiego.